# Ямансу (село)
Ямансу́ (чечен. Боной ирзо — село в Новолакском районе Республики Дагестан Российской Федерации.
Образует сельское поселение село Ямансу как единственный населённый пункт в его составе.

## География
Село расположено по обоим берегам реки Ямансу, в 9 км к западу от районного центра — Новолакское и в 17 км к юго-западу от города Хасавюрт.
Ближайшие населённые пункты: на северо-востоке — село Банайюрт, на востоке — сёла Новолакское и Чапаево, на юго-западе — сёла Ножай-Юрт и Балансу, на западе — село Замай-Юрт и на северо-западе — село Галайты.

## История
Ауховский аул. Основан тейпом Боной, назывался Бонойирзо «участок Бонойцев», а позже переименован на Ямансу. Название села происходит от одноимённой реки, протекающей через село.
Во время депортации чеченцев в Среднюю Азию, население аула было полностью выселено, и заселённый лакцами из села Шушия, по которому село было переименовано в Шушия.
В 2002 году селу было возвращено его прежнее название — Ямансу.

## Население
| 1926 | 1939 | 1959 | 1970 | 1989 | 2002  | 2010 |
| ---- | ---- | ---- | ---- | ---- | ----- | ---- |
| 23   | ↗263 | ↗358 | ↗497 | ↗637 | ↗1132 | ↘781 |
| 2012 | 2013 | 2014 | 2015 | 2016 | 2017  | 2018 |
| ↗803 | ↗817 | ↗856 | ↗873 | ↗888 | ↗909  | ↗930 |
| 2019 | 2020 | 2021 | 2023 | 2024 | 2025  |      |
| ↗946 | ↗962 | ↘695 | ↗718 | ↗733 | ↗735  |      |

Национальный состав
По данным Всероссийской переписи населения 2002 года: чеченцы — 53 %, лакцы − 38 %.
По данным Всероссийской переписи населения 2010 года:
| № | Национальность | Численность, чел. | Доля    |
| - | -------------- | ----------------- | ------- |
| 1 | чеченцы        | 768               | 98,33 % |
| 2 | другие         | 13                | 1,67 %  |

## Образование
- МКОУ Ямансуйская средняя общеобразовательная школа[27].